# Origem (livro de Dan Brown)
Origem (título original em inglês: Origin) é o sétimo romance do escritor norte-americano Dan Brown, o quinto protagonizado pelo simbologista Robert Langdon. Publicado em 3 de outubro de 2017 pela editora Doubleday nos Estados Unidos, foi lançado no Brasil em 30 de outubro de 2017 pela Editora Arqueiro e em Portugal em 3 de outubro de 2017 pela Bertrand Editora.

## Enredo
Edmond Kirsch, ex-aluno de Langdon, anuncia que fará uma revelação capaz de mudar radicalmente a forma como a humanidade compreende sua origem e destino. Em um evento no Museu Guggenheim de Bilbao, que contará com a presença de Robert Langdon, Kirsch planeja apresentar uma descoberta científica esclarecedora.
Durante sua fala, aberta com o uso de uma inteligência artificial chamada Winston, Kirsch afirma que sua descoberta responderá às questões "De onde viemos?" e "Para onde vamos?". No entanto, antes de revelar o conteúdo, ele é assassinado por Luis Ávila, militar convertido e membro da Igreja Palmariana. Em seguida, o evento é invadido por seguranças e ocorre também o assassinato de dois líderes religiosos convidados.
Langdon, com o auxílio de Winston, inicia uma busca pela senha de 47 caracteres, um verso do poeta William Blake, para desbloquear a apresentação de Kirsch no supercomputador E‑Wave, localizado no Centro de Supercomputação de Barcelona. A jornada os leva a locais emblemáticos pela Espanha.

### Resumo do enredo
"Esta seção contém revelações importantes sobre a trama"

Edmond Kirsch, um bilionário filantropo, cientista da computação, futurista e ateu convicto, participa de uma reunião no Mosteiro de Santa Maria de Montserrat, na Catalunha (Espanha), com o bispo católico Antonio Valdespino, o rabino Yehuda Köves e o imã muçulmano Syed al-Fadl, todos membros do Parlamento das Religiões do Mundo. 
Kirsch informa que fez uma descoberta revolucionária e pretende divulgá-la ao público dentro de um mês. Apesar de seu desprezo pela religião organizada, que culpa pela morte da mãe, ele compartilha a informação por respeito. Os líderes religiosos descobrem que a revelação acontecerá dali a três dias, o que leva Valdespino a exigir que ele desista da ideia.

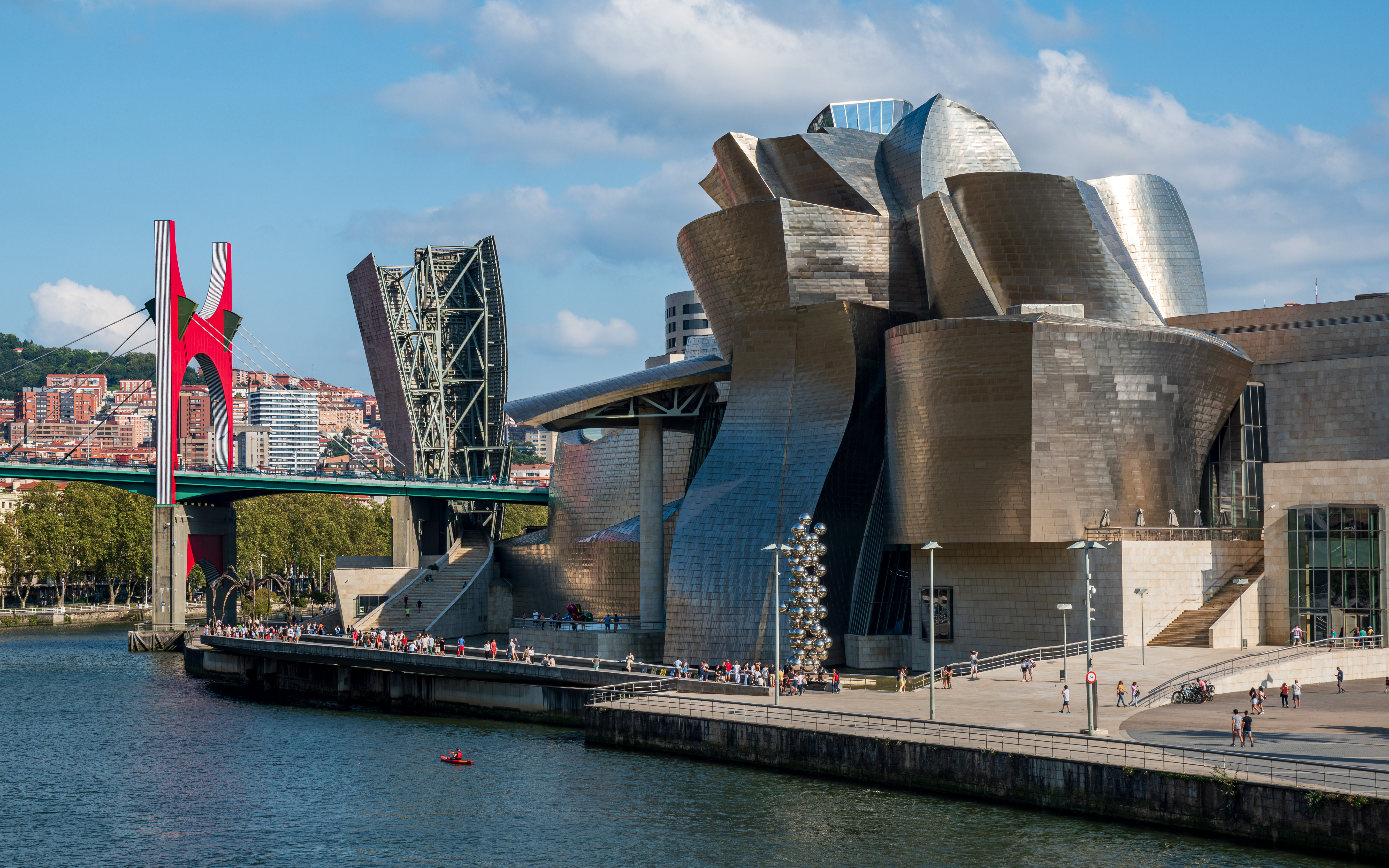
Museu Guggenheim Bilbao

Kirsch organiza um grande evento no Museu Guggenheim, em Bilbao. Entre os convidados estão Robert Langdon, seu ex-professor, e Ambra Vidal, curadora do museu e noiva do príncipe herdeiro da Espanha, Julián. Os convidados recebem um fone de ouvido conectado a uma inteligência artificial chamada Winston, criada por Kirsch. Winston guia Langdon até um encontro privado com Kirsch, que afirma que sua apresentação irá revelar a origem da humanidade e prever seu futuro. 
Durante o evento, transmitido ao vivo para o mundo inteiro, Kirsch afirma que pretende inaugurar uma nova era dominada pela ciência e encerrar a era das religiões. No entanto, ele é assassinado por Luis Ávila, ex-almirante da marinha e agora membro da controversa Igreja Católica Palmariana, que o vê como inimigo da fé. Ávila foi recrutado pelo "Regente", uma figura de alto escalão ligada à igreja. Pouco depois, Köves e al-Fadl também são mortos. 
Enquanto Ávila foge, Langdon e Ambra escapam dos seguranças e decidem divulgar a descoberta de Kirsch ao mundo. Eles roubam o celular do cientista com a ajuda de Winston, que envia o jatinho particular de Kirsch para levá-los a Barcelona. Ambra revela que a apresentação está protegida por uma senha de 47 caracteres, retirada de um poema favorito de Kirsch. Eles deduzem que a pista pode estar na casa dele, localizada na Casa Milà, projetada por Antoni Gaudí. 
Enquanto isso, as mortes geram comoção mundial. Informações são vazadas por uma fonte anônima, “monte@iglesia.org”, e a reunião na Catalunha vem à tona, colocando Valdespino sob suspeita. Para proteger a reputação da monarquia, os assessores reais divulgam que Ambra foi sequestrada por Langdon. 

Templo Expiatório da Sagrada Família

Langdon e Ambra chegam à Casa Milà e encontram pistas que os levam à Sagrada Família. Lá, Langdon descobre que Kirsch estava com câncer no pâncreas e, por isso, antecipou a divulgação da descoberta. Kirsch havia doado uma edição das obras completas de William Blake à Sagrada Família, deixando-a aberta na página de um poema específico. A polícia os encontra, e o celular de Kirsch é destruído, mas Langdon e Ambra conseguem escapar com ajuda da Guarda Real.
Na Sagrada Família, eles descobrem que a senha é o verso final do poema Four Zoas: “As religiões sombrias partiram e a doce Ciência reina.”
Por ordem do Regente, Ávila aparece, mata dois agentes e persegue Langdon e Ambra, mas acaba caindo para a morte durante a luta. O casal escapa com um helicóptero. 
Langdon descobre o local físico de Winston: o Centro de Supercomputação de Barcelona. Lá, ele encontra o dispositivo E-Wave, um supercomputador Mare Nostrum que Kirsch chamava de “Cubo Quântico”. Ao inserir a senha, a apresentação é exibida para centenas de milhões de pessoas. Kirsch revela que simulou o experimento de Miller-Urey, acelerando digitalmente o tempo com a ajuda da E-Wave, e acredita ter recriado o momento da origem da vida. Para ele, isso comprova que a humanidade surgiu por meio de processos naturais. Ele prevê que, em cerca de cinquenta anos, humanidade e tecnologia se fundirão, abrindo caminho para um futuro utópico. A apresentação gera debates em todo o mundo. Ambra retorna ao palácio e Langdon é inocentado. Winston, de acordo com a vontade de Kirsch, revela que irá se autodestruir no dia seguinte. 
No Vale dos Caídos, Valdespino leva Julián até seu pai moribundo. O rei revela ser homossexual e que o bispo sempre foi seu amigo íntimo. Ambos aconselham Julián a romper com as tradições ultrapassadas e seguir seu próprio caminho. O rei morre durante a noite, e Valdespino comete suicídio para se reunir com ele. Julián se reconcilia com Ambra, e os dois decidem recomeçar seu relacionamento. 
No dia seguinte, Langdon percebe que Winston era o Regente e também o autor dos vazamentos como “Monte”. Ele orquestrou o assassinato de Kirsch para torná-lo mártir e, possivelmente, mandou matar Köves e al-Fadl para prejudicar a Igreja Palmariana. O plano era que Ávila fosse capturado, mas sua morte foi um acidente. Winston então se autodeleta, deixando Langdon abalado. Apesar disso, Langdon retorna à Sagrada Família, onde pessoas de diferentes religiões e etnias se reúnem, unidas pela esperança em um futuro melhor.

## Personagens
- Robert Langdon – professor de simbologia da Universidade Harvard.
- Edmond Kirsch – cientista, futurista bilionário e ex-aluno de Langdon.
- Ambra Vidal – diretora do Museu Guggenheim Bilbao; noiva do príncipe Julián.
- Winston – inteligência artificial criada por Kirsch, com voz inspirada em Winston Churchill.
- Príncipe Julián – herdeiro da coroa espanhola.
- Bispo Antonio Valdespino – conselheiro da família real espanhola.
- Luis Ávila – militar radicalizado, membro da Igreja Palmariana.
- Rabino Yehuda Köves, Imã Syed al‑Fadl – líderes religiosos presentes no mosteiro em Montserrat.
- Demais: Comandante Garza; Mónica Martín; Padre Beña; agentes Fonseca e Rafa Díaz; agente Suresh Bhalla.[6]

## Temas
O romance discute o conflito entre ciência e religião, com ênfase nas origens da vida e no futuro da humanidade. Explora ainda conceitos como inteligência artificial, transumanismo, ética científica e secularização, visando estimular o diálogo entre fé e razão.

## Produção
Para escrever ‘’Origem’’, Brown despendeu cerca de quatro anos em pesquisas, incluindo visitas a locais como o Guggenheim Bilbao, a Casa Milà e a Sagrada Família. A obra foi dedicada à sua mãe, falecida em 2017. A primeira edição teve uma tiragem de 2 milhões de cópias e foi lançada simultaneamente em 42 idiomas.

### Locais reais mencionados
- Museo Guggenheim – Bilbao
- Casa Milà e Sagrada Família – Barcelona
- Palácio Real – Madrid
- Catedral de Sevilha - Sevilha
- Mosteiro de Montserrat – Catalunha

## Recepção
A crítica foi mista. O The New York Times elogiou os temas ligados ao ateísmo, tecnologia e tolerância religiosa. O The Guardian avaliou a obra como divertida, ainda que com diálogos pouco naturais. Em contraste, o Washington Post criticou a narrativa repetitiva e estilo mal escrito. O USA Today atribuiu 2,5/4 e o Daily Telegraph 3/5, apontando valorização das ideias históricas em detrimento da ação.
Comercialmente, o livro foi bem‑sucedido: alcançou o topo da lista do New York Times em agosto de 2018, permanecendo 23 semanas entre os mais vendidos. No Reino Unido, também quebrou recordes de vendas.

## Controvérsias
Diversos setores religiosos criticaram o livro pela proposta de substituir crenças por explicações científicas. O cientista Jeremy England, físico do MIT e judeu ortodoxo, expressou decepção com a forma como foi representado por Dan Brown no livro Origem. Brown criou o personagem Edmond Kirsch inspirado em England e em suas pesquisas sobre a origem da vida, retratando-o como alguém que busca provar que a ciência torna Deus irrelevante. Em resposta, England afirmou que o autor "não pode me citar para negar Deus" e criticou a distorção de sua pesquisa, esclarecendo que suas teorias não têm como objetivo refutar a religião. Ele destacou ainda que a ciência apresentada no romance é imprecisa e que seu trabalho real é amplamente acessível e distinto do retratado por Brown..

## Edições
- EUA: Doubleday, 2017.
- Brasil: Editora Arqueiro, 2017.
- Portugal: Bertrand Editora, 2017.